# Kirn
Kirn là một thị xã thuộc huyện Bad Kreuznach, trong bang Rheinland-Pfalz, phía tây nước Đức. Đô thị Kirn có diện tích 16,53 km², dân số thời điểm ngày 31 tháng 12 năm 2006 là 8597 người. Đô thị này nằm bên sông Nahe, cự ly khoảng 10 km về phía đông bắc của Idar-Oberstein và 30 km về phía tây Bad Kreuznach.
Ở đây có phế tích lâu đài Kyrburg (bị phá huỷ năm 1734)

## Trang mạng chính thức
- www.kirn.de